# ポラニ・チュティチャイ
ポラニ・チュティチャイ（Porani Chutichai、1985年11月28日 - ）はタイ・チェンライ出身の女子プロゴルファー。身長153cm。

## 経歴
11歳よりゴルフを始め、アジア各国のツアーを転戦した後に2012年より日本女子ツアーに参戦。2014年の「ほけんの窓口レディース」で9位に入る。2015年7月の「ANA PRINCESS CUP」でプレーオフの末ステップ・アップ・ツアー初優勝。翌2016年6月の「ヨネックスレディス」で上田桃子をプレーオフ2ホール目で破りレギュラーツアー初優勝を遂げ、賞金ランキングも43位となり初シードを獲得したが、翌2017年は不振が続き、賞金ランキングも104位に低迷しシード権をわずか1年で喪失。2018年は再びステップ・アップ・ツアーを主戦場に参戦し、6月に行われた「ルートインカップ 上田丸子グランヴィリオレディース」でプレーオフの末逆転優勝を飾った。